# Facoltà (filosofia)
Per facoltà (dal lat. facultas -atis, dal tema di facĭlis «facile») la filosofia intende genericamente le potenzialità intellettive e psichiche dell'anima umana in grado di sviluppare una virtù, come arrivare a capire fatti conoscitivi e provare sentimenti.

## Storia
Nella storia della filosofia si parla delle facoltà intendendo con Platone  specifiche attività dell'anima distinta in concupiscibile, irascibile, razionale descritte nel mito della biga alata dove un auriga, personificazione della parte razionale o intellettiva dell'anima (logistikòn) guida un carro trainato da una coppia di cavalli, uno bianco e uno nero: quello bianco che vola verso l'Iperuranio, raffigura la parte irascibile dell'anima dotata di sentimenti di carattere spirituale (thymeidès), quello nero raffigura la parte dell'anima concupiscibile (epithymetikòn) e tende a dirigersi verso il mondo sensibile.
L'insegnamento del mito della biga alata è duplice: da un lato, le passioni (i sentimenti e le emozioni) devono essere guidati dalla ragione (è l'auriga che decide dove deve andare il carro, non i cavalli) dall'altro, le passioni non possono essere eliminate (senza i cavalli il carro si ferma) contro la posizione di alcuni socratici minori, che sarà poi condivisa dagli stoici, secondo la quale le passioni derivano da errori di giudizio e pertanto l'uomo saggio le deve estirpare, cancellare. La facoltà razionale invece, sostiene Platone, non può fare a meno dei sentimenti e delle passioni ma deve sforzarsi di governarli.
Per Aristotele l'uomo deve saper sviluppare e assecondare armonicamente tutte e tre le facoltà potenziali dell'anima che contraddistinguono il proprio essere o entelechia. L'anima, poiché è ««atto primo di un corpo naturale che ha la vita in potenza»  è l'essenza o forma sostanziale del vivente, e le facoltà sono le forme accidentali poiché l'anima è una in atto e molteplice in potenza ossia si esprime in quelle facoltà  identificate come:
- anima vegetativa, comune anche alle piante e agli animali, che attiene ai processi nutritivi e riproduttivi;
- anima sensitiva, comune agli animali, che attiene alle passioni e ai desideri;
- anima razionale, che appartiene soltanto all'uomo, e che consiste nell'esercizio della ragione.

Sulla base di questa tripartizione, Aristotele esclude dall'etica l'anima vegetativa o nutritiva che non è in rapporto con la ragione, mentre l'anima sensitiva o "desiderativa", come la chiama Aristotele, è sottoposta ai comandi della ragione come accade quando questa riesce a controllare le passioni.
Da allora si aprì un dibattito, protrattosi fino al Medioevo, sull'effettiva collocazione nel corpo di queste tre facoltà potenziali (o virtutes) che l'anima è destinata a tradurre in atto, dopo che Galeno ebbe assegnato le tre analoghe funzioni platoniche dell'anima a tre «spiriti» (pneumata) risiedenti rispettivamente nel fegato, nel cuore e nel cervello.
Nella concezione cartesiana l'anima conserva la facoltà intellettiva e volitiva (che Spinoza invece identificherà nella sostanza unica divina) mentre le funzioni vegetative e sensitive fanno esclusivamente parte della materialità del corpo rimanendo da chiarire in che rapporto sono le une con le altre.
Kant s'incaricherà di risolvere questo aspetto parlando dell'immaginazione, una facoltà che non si può ricondurre né all'anima né al corpo. Lo stesso Kant attribuirà infatti all'anima  una terza facoltà, oltre quella sensitiva e razionale, il «sentimento di piacere o di dispiacere»: